# Calligonum roborowskii
Calligonum roborowskii Losinsk. – gatunek rośliny z rodziny rdestowatych (Polygonaceae Juss.). Występuje naturalnie w Mongolii oraz Chinach (w prowincji Gansu oraz regionie autonomicznym Sinciang). 

## Morfologia
PokrójZrzucający liście krzew dorastający do 0,5–0,8 m wysokości.
LiścieBlaszka liściowa w postaci zaostrzonych łusek o długości 1 mm.
KwiatyPojedyncze lub zebrane po dwa w pęczki, rozwijają się w kątach pędów. Listki okwiatu eliptyczne, czerwonawe.
OwoceElipsoidalne, osiągają 8–15 mm długości oraz 8–14 mm szerokości.

## Biologia i ekologia
Rośnie na pustyniach oraz wydmach. Występuje na wysokości od 1500 do 3000 m n.p.m. Kwitnie od maja do czerwca, natomiast owoce dojrzewają od czerwca do lipca.